# Armenischer Fußballpokal 2012/13
Der armenische Fußballpokal 2012/13 war die 22. Austragung des Pokalwettbewerbs in Armenien.
Neun Mannschaften nahmen teil, die acht Teams aus der höchsten Liga, sowie der Meister der zweiten Liga. Der FC Pjunik Jerewan gewann zum sechsten Mal den Pokal. Im Finale wurde Titelverteidiger FC Schirak Gjumri mit 1:0 besiegt. Pjunik nahm an der Europa League teil.

## Modus
Der Pokal wurde in vier Runden ausgetragen. Bis zum Halbfinale wurden die Sieger in Hin- und Rückspiel ermittelt. Bei Torgleichstand entschied zunächst die Anzahl der Auswärts erzielten Tore, danach eine Verlängerung, wurde in dieser nach zweimal 15 Minuten keine Entscheidung erreicht, folgte ein Elfmeterschießen, bis der Sieger ermittelt war. Das Finale wurde in einem Spiel in Jerewan ausgetragen.

## Achtelfinale
Banants spielte hierbei gegen den Meister der zweiten Liga.
| Datum             |                       | Gesamt          |                    | Hinspiel | Rückspiel |
| ----------------- | --------------------- | --------------- | ------------------ | -------- | --------- |
| 14.11./28.11.2012 | FC Alaschkert Martuni | 0:0 (5:4 i. E.) | FC Banants Jerewan | 0:0      | 0:0 n. V. |

## Viertelfinale
Die verbliebenen sieben Mannschaften der höchsten Liga hatten für das Achtelfinale ein Freilos.
| Datum             |                       | Gesamt |                   | Hinspiel | Rückspiel |
| ----------------- | --------------------- | ------ | ----------------- | -------- | --------- |
| 02.03./12.03.2013 | FC Alaschkert Martuni | 0:1    | Gandsassar Kapan  | 0:0      | 0:1       |
| 02.03./12.03.2013 | FC Pjunik Jerewan     | 5:2    | Impuls Dilidschan | 2:2      | 3:0       |
| 03.03./13.03.2013 | FC Ulisses Jerewan    | 0:2    | MIKA Aschtarak    | 0:0      | 0:2       |
| 03.03./13.03.2013 | FC Schirak Gjumri     | 1:0    | FA Ararat Jerewan | 1:0      | 0:0       |

## Halbfinale
| Datum             |                  | Gesamt |                   | Hinspiel | Rückspiel |
| ----------------- | ---------------- | ------ | ----------------- | -------- | --------- |
| 02.04./17.04.2013 | Gandsassar Kapan | 1:2    | FC Pjunik Jerewan | 0:1      | 1:1       |
| 03.04./16.04.2013 | MIKA Aschtarak   | 0:1    | FC Schirak Gjumri | 0:1      | 0:0       |

## Finale
| FC Pjunik Jerewan                        | FC Pjunik Jerewan | FC Schirak Gjumri | FC Schirak Gjumri |
| ---------------------------------------- | --- | --- | ----------------- |
| FC Pjunik Jerewan                        | \| 7. Mai 2013 in Jerewan (Stadion Hrasdan) \| \| Ergebnis: 1:0 (1:0) \| \| Zuschauer: 2.500 \| \| Schiedsrichter: Andranik Arsenjan \| | \| 7. Mai 2013 in Jerewan (Stadion Hrasdan) \| \| Ergebnis: 1:0 (1:0) \| \| Zuschauer: 2.500 \| \| Schiedsrichter: Andranik Arsenjan \| | FC Schirak Gjumri |
| FC Pjunik Jerewan                        | Gor Manukjan – Artak Jedigarjan (41. Arman Howhannisjan), Grigor Howhannisjan (80. Narek Aslanjan), Taron Woskanjan, Waspurak Minasjan (53. David Minasjan), Artur Juspaschjan – David Manojan, Kamo Howhannisjan, Ghukas Poghosjan – Aschot Sardarjan (61. Wiulen Ajwasjan), Wardan Bakaljan Cheftrainer: Rafael Nasarjan | Artur Harutjunjan – Hovhannes Grigorjan, Didier Kadio, Samuel Kyere, Lewon Patschadschjan – Armen Tigranjan (46. Tigran Dawtjan), Karen Aleksanjan, David Hakobjan (69. George Odhiambo), Karen Muradjan – Andranik Barikjan, Dame Diop (61. Yoro Ly) Cheftrainer: Wahan Bitschachtschjan | FC Schirak Gjumri |
| FC Pjunik Jerewan                        | 1:0 Woskanjan (38.) | | FC Schirak Gjumri |
| FC Pjunik Jerewan                        | Gor Manukjan | | FC Schirak Gjumri |
| 7. Mai 2013 in Jerewan (Stadion Hrasdan) | | |                   |
| Ergebnis: 1:0 (1:0)                      | | |                   |
| Zuschauer: 2.500                         | | |                   |
| Schiedsrichter: Andranik Arsenjan        | | |                   |